# Williams (cráter marciano)
Williams es un cráter de impacto  del planeta Marte, localizado en el cuadrángulo Memnonia en las coordenadas 18.7° sur de latitud y 164.3° oeste de longitud. Mide 123,2 kilómetros de diámetro y debe su nombre al astrónomo aficionado británico Arthur S. Williams. El nombre fue aprobado por la UAI en 1973.
| [[File:Wikiwilliams.jpg\|1200px\|alt={{{Alt\|{{{descripción}}}]]                                                                                         |
| Cráter Williams, fotografía de la cámara CTX a bordo del Mars Reconnaissance Orbiter. Centro del cráter (El norte, hacia la izquierda de la fotografía). |